# Colby (formaggio)
Il Colby è un formaggio statunitense.

## Storia

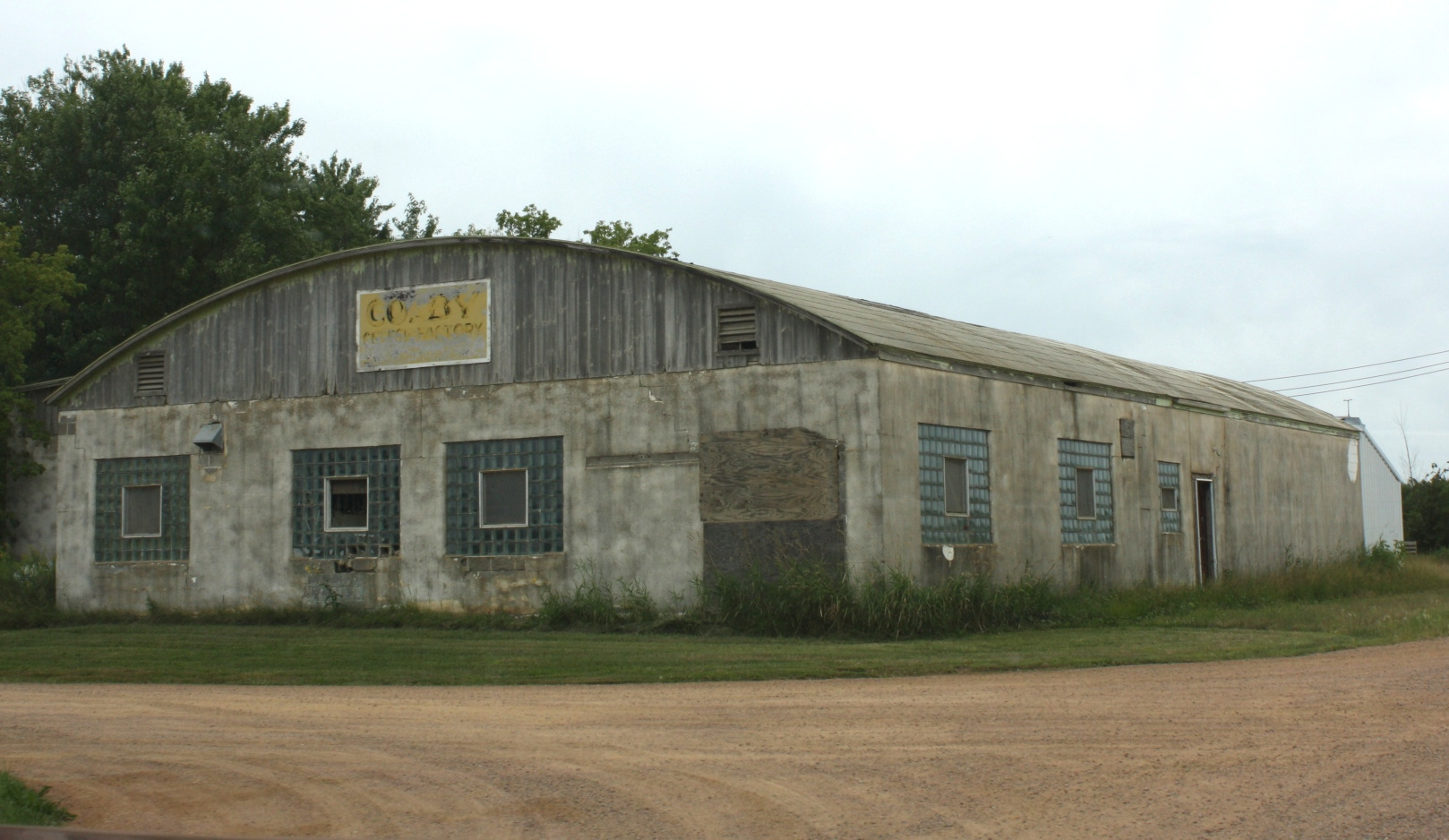
Il caseificio in cui venne inventato il Colby

Il Colby originariamente prendeva il nome di Colby Swiss Cheddar, e venne inventato nel 1885 da Joseph F. Steinwand nel caseificio di suo padre, ubicato nelle vicinanze dell'omonima località del Wisconsin, che era stata fondata tre anni prima. Il Colby viene oggi prodotto in tutti gli USA e, durante il mese di luglio di ogni anno, viene tenuto un festival dedicato all'alimento.

## Caratteristiche
Il Colby è un formaggio a pasta semidura, a base di latte vaccino e di colore arancione Per ottenere una forma di 900 grammi di Colby sono necessari 7,5 litri di latte  che viene prodotto attraverso il lavaggio della cagliata, che si attua asportando parte del siero del latte e aggiungendo, in eguale misura, dell'acqua nel formaggio durante la sua cottura. L'alimento non stagiona e si asciuga rapidamente.
Dal momento che ha un sapore poco pronunciato, il Colby viene spesso considerato un formaggio da tavola ideale per essere grattugiato, grigliato o usato come ingrediente per insalate e spuntini.
Solitamente, il Colby presenta una forma tonda, parallelepipeda o allungata (in quest'ultimo caso prende il nome di longhorn).

## Alimenti simili e varianti
Il cheddar è un formaggio simile al Colby. Tuttavia, quest'ultimo è più tenero, umido e ha un sapore più delicato.
Il Monterey Jack è prodotto in modo quasi identico al Colby, ma non contiene l'annatto, che conferisce a quest'ultimo una colorazione arancione e un sapore di nocciola. Quando il Colby viene mescolato con il Monterey Jack si ricava il Colby-Jack o Co-Jack, che presenta una caratteristica pasta bicolore che ricorda il marmo.
Il Pinconning è una versione stagionata del Colby.